# Qui pro quo
Qui pro Quo (читається кві про кво) — латинський вираз, який буквально означає «хтось за когось». Означає: плутанина, непорозуміння, часто з комічним присмаком.
Не слід плутати з виразом Quid pro quo, який означає «щось за щось», приблизно рівноцінний обмін товарами або послугами.